# خمیر فونسه
خمیر فونسه (به فرانسوی: Pâte à foncer)، (به انگلیسی: Iining pastry) است. به‌طور معمول خمیری است که جهت پهن کردن در قالب و ساخت تارت برای دسر بکار می‌رود. 

## طرز تهیه
طرز تهیه به مانند خمیر بریزه است اما به هنگام افزودن نمک ۳۰ گرم شکر افزوده و هنگام افزودن آب یک عدد تخم مرغ به آب افزوده مجموع آب و تخم مرغ ۱۸۰-۱۲۵ میلی لیتر در نظر گرفته می‌شود.
برای تهیه خمیر بریزه به ۵۰۰ گرم آرد، ۲۵۰ گرم کره خُرد شده افزوده شده سپس کره و آرد مابین کف هر دست بهم فشرده شده تا با هم مخلوط شده و به صورت دانه‌های ریز در بیایند. سپس به صورت یک تپه در آمده وسط آن گود می‌شود و در حدود ۱۸۰-۱۲۵ میلی لیتر آب و ۱۰ گرم نمکی که در آب حل شده به گودی ریخته شده و خمیر کمی ورز داده می‌شود. سپس خمیر از نیم تا یک شب در یخچال خوابانده شده و بعد از پهن شدن بر روی آن با چنگال سوراخ‌هایی ایجاد شده و در فر پخته می‌شود.